# Paraceratitella connexa
Paraceratitella connexa är en tvåvingeart som beskrevs av Hardy 1987. Paraceratitella connexa ingår i släktet Paraceratitella och familjen borrflugor. Inga underarter finns listade i Catalogue of Life.